# Mick LaSalle
Mick LaSalle (7 de mayo de 1959) es un crítico de cine y escritor estadounidense, reconocido principalmente por su trabajo con el diario San Francisco Chronicle.

## Carrera
LaSalle es autor de Complicated Women: Sex and Power in Pre-Code Hollywood, un estudio histórico-crítico de las actrices que trabajaron en la industria cinematográfica entre 1929 y 1934. Fue publicado por Thomas Dunne Books en el año 2000. En su reseña en The New York Times, Andy Webster lo calificó como "un examen atrasado de un conflicto histórico entre Hollywood y los aspirantes a vigilantes de la moralidad" y añadió que LaSalle "tiene un estilo avuncular pero informativo, y expone sus puntos con una economía relajada". La columnista sindicada a nivel nacional Liz Smith la calificó como una "obra brillante".
El libro sirvió de base para la película documental Complicated Women, dirigida por Hugh Munro Neely y narrada por Jane Fonda, que fue emitida originalmente por Turner Classic Movies en mayo de 2003. LaSalle realizó los comentarios y fue productor asociado del proyecto.
LaSalle ha dado conferencias sobre temas cinematográficos en varios festivales y eventos. Durante varios años, impartió un curso de cine en la Universidad de California, Berkeley; más tarde comenzó a dar un curso de cine en los Estudios Continuos de la Universidad de Stanford. Su tercer libro, The Beauty of the Real: What Hollywood Can Learn From Contemporary French Actresses, se publicó en 2012. Su cuarta obra literaria, Dream State: California in the Movies vio su estreno en el año 2021.

## Obra literaria
- 2000 - Complicated Women: Sex and Power in Pre-Code Hollywood
- 2002 - Dangerous Men
- 2012 - The Beauty of the Real: What Hollywood Can Learn From Contemporary French Actresses
- 2021 - Dream State: California in the Movies